# Flemming Nielsen (fodboldspiller, født 1934)
 For alternative betydninger, se Flemming Nielsen. (Se også artikler, som begynder med Flemming Nielsen)
Flemming Gert Nielsen (født 24. februar 1934 i København, død 16. november 2018 samme sted) var en dansk landsholdsspiller i fodbold, der var med på det berømte "sølvhold" fra OL i Rom 1960, hvor han spillede venstre halfback. Han opnåede i alt at score fire mål i 26 A-landskampe for Danmark. Han spillede for klubberne B.93 og senere AB, inden han blev professionel. Som professionel spillede han i den italienske Serie A-klub Atalanta B.C., hvor han blev stjernespiller 1961-1964. Han afsluttede sin udlandskarriere i Morton Greenock i Skotland 1964-1966. Denne klub havde på dette tidspunkt flere danske spillere tilknyttet.
Flemming Nielsen vendte hjem til en karriere som sportsjournalist i Danmark. Han var med til at starte det legendariske "Stjerneholdet" med bl.a. Dirch Passer og Henry Salomonsen.
Flemming Nielsen var med i filmen Mig og min lillebror og Bølle fra 1969.